# Marijn Veen
Marijn Veen, född den 18 november 1996, är en nederländsk landhockeyspelare.

## Karriär
Marijn Veen ingick i det nederländska landhockeylag som tog guld vid OS 2024.